# Quartet de corda núm. 4 (Beethoven)
El Quartet de corda núm. 4, opus 18 núm. 4, en do menor, fou compost per Ludwig van Beethoven entre 1798 i 1800, i publicat el 1801. Es creu que aquest quartet està basat, en part, en material anterior.
Consta de 4 moviments:
- Allegro ma non tanto

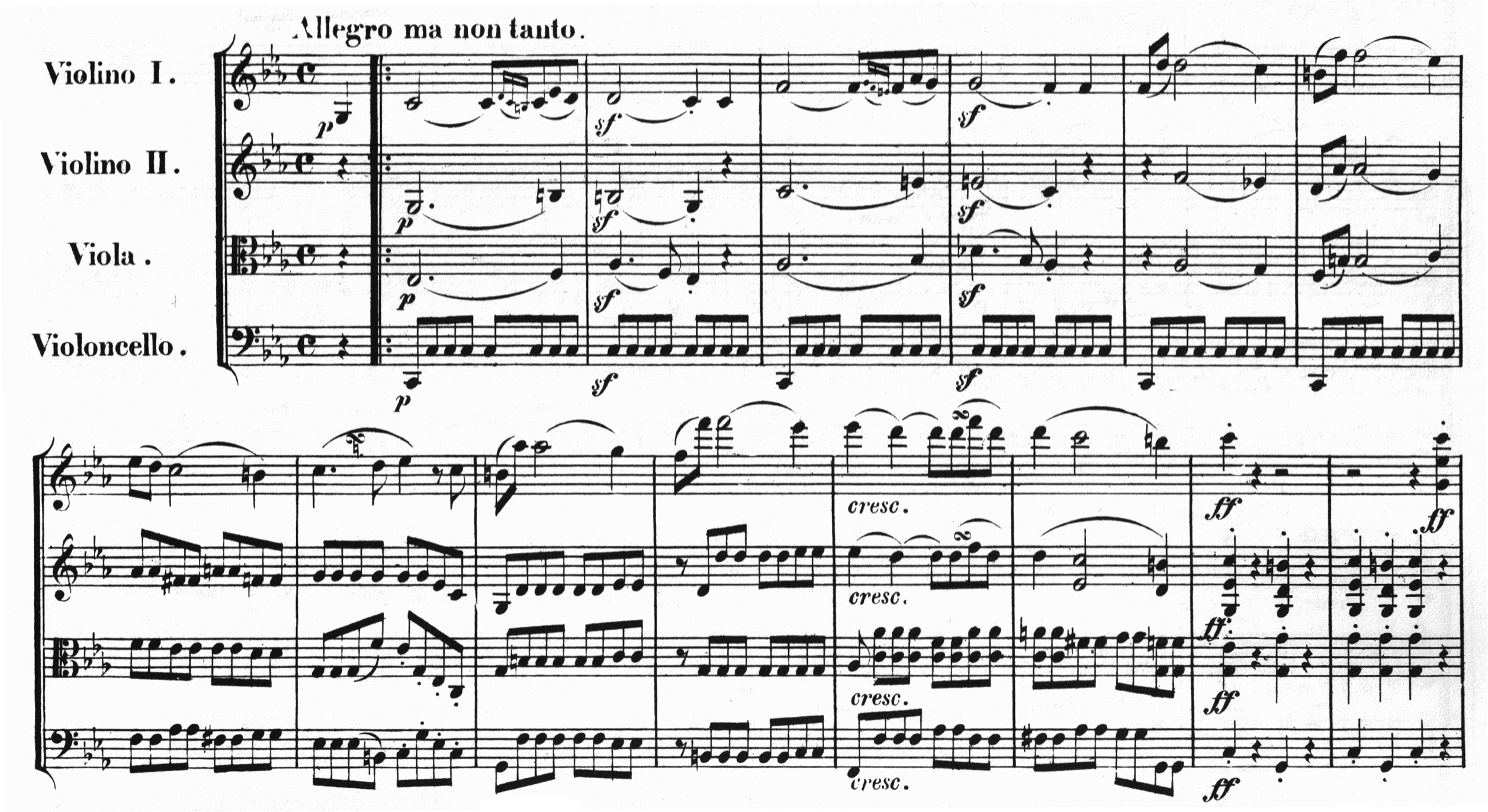
Inici del 1r moviment en una publicació del segle XIX

- Andante scherzoso quasi allegretto
- Menuetto: Allegretto
- Allegro – Prestissimo